# クラーゲリョー
クラーゲリョー（クラーゲレー、クラーゲロなどとも、Kragerø  発音)）は、ノルウェーテレマルク県の町・自治体である。Vestmar地区に属する。クラーゲリョー自治体の行政の中心地はクラーゲリョー町である。県の南端に位置する。自治体の面積は305 km2、人口は10,505人（2023年）。

## 概要
ロンドンの「インデペンデント」紙は、クラーゲリョーについて、「ノルウェーの人は、日常から逃げ出したい時、必ずクラーゲリョーに行く。森、フィヨルド、島が、彼らを待っている。エドヴァルド・ムンクが平安と安らぎを見出した場所でもある。」と紹介している。夏の間、観光客の流入により、クラーゲリョーの人口は4倍にも達する。画家ムンクは、クラーゲリョーを愛し、「海沿いの町の真珠」だと呼んだ。「インデペンデント」紙の記事は、「砂浜のビーチは多くはないが、ノルウェーの海岸は、洗練された、感動的な景観を見せてくれる。」という。

## 地名
古ノルド語での形はKrákareyである。語頭は、kráka（カラス）の属格と思われ、語尾はey（島）である。Kragerøはデンマーク語形であり、17世紀に定まった。

## 紋章
紋章は、近代になってからのものである。1938年1月28日に定められた。黒の盾に、シルバーのガレー船である。クラーゲリョーは、1666年に都市特権を与えられたが、1842年まではシーエンに従属していたことから、紋章もシーエンと同じものを使っていた。ガレー船が描かれているのは、1666年以降、クラーゲリョーが国王にガレー船1隻と銃5丁を納めなければならないとされていたことに由来する。

## 沿革
帆船の時代は、クラーゲリョーはノルウェーでも最大級の港町の一つであった。クラーゲリョーの町は、1838年1月1日、自治体となった。1960年1月1日、SannidalおよびSkåtøyの各自治体がクラーゲリョー自治体に合併された。

## 地理

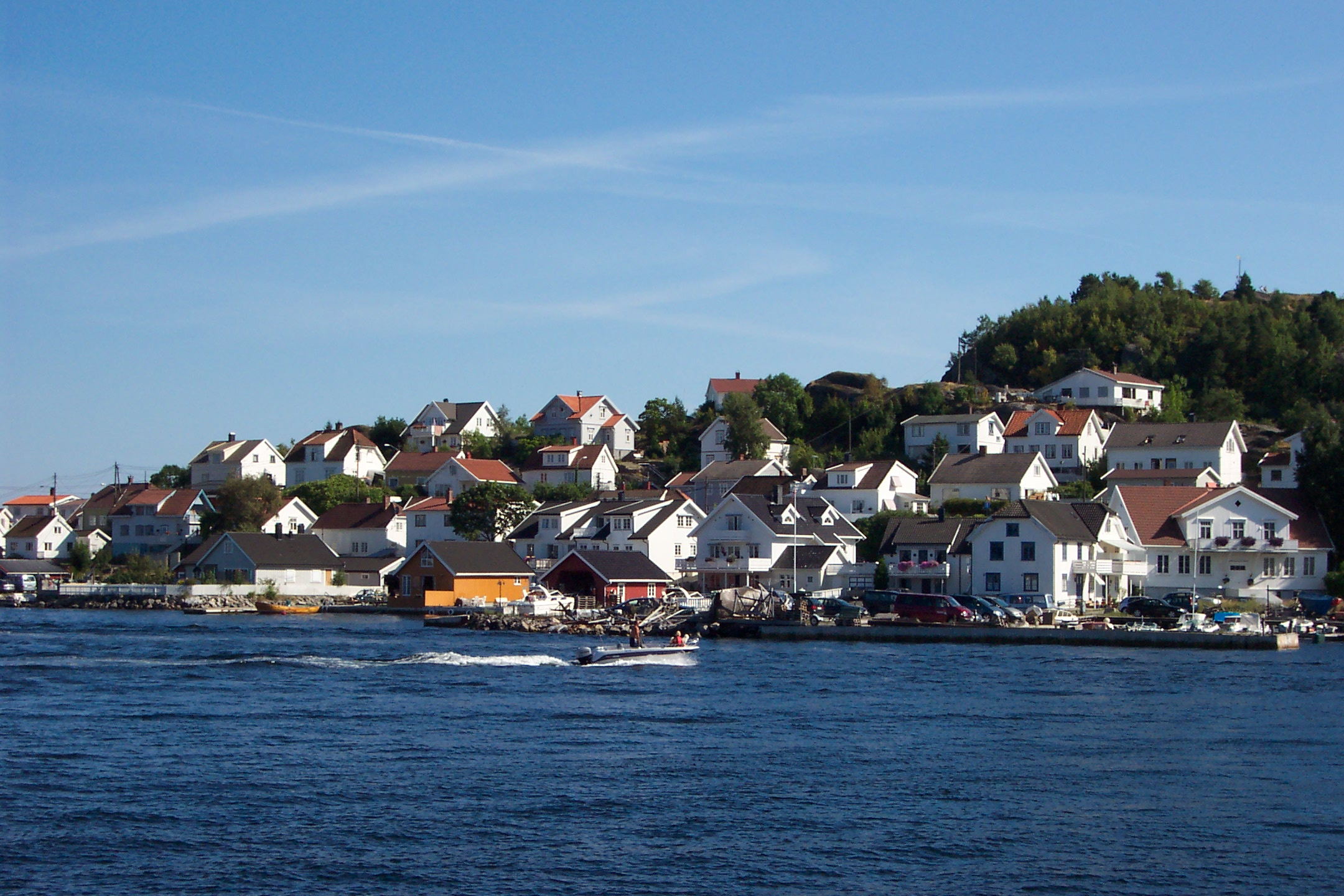
クラーゲリョーの島部

クラーゲリョーは、テレマルク県の南端の自治体である。南西はアウスト・アグデル県のリーソーに接し、西は同県Gjerstadに接し、南西はDrangedal、北東はBambleに接する。クラーゲリョーは、ノルウェー人の間で、夏の休暇を過ごす場所として人気がある。
495の大小の島があり、4000軒のレジャー・ハウスがある。190の淡水湖を有する。
自治体内の村として、Helle、Sannidal、Skåtøy、Stråholmen、Jomfruland、Portørがある。

## 著名な出身者

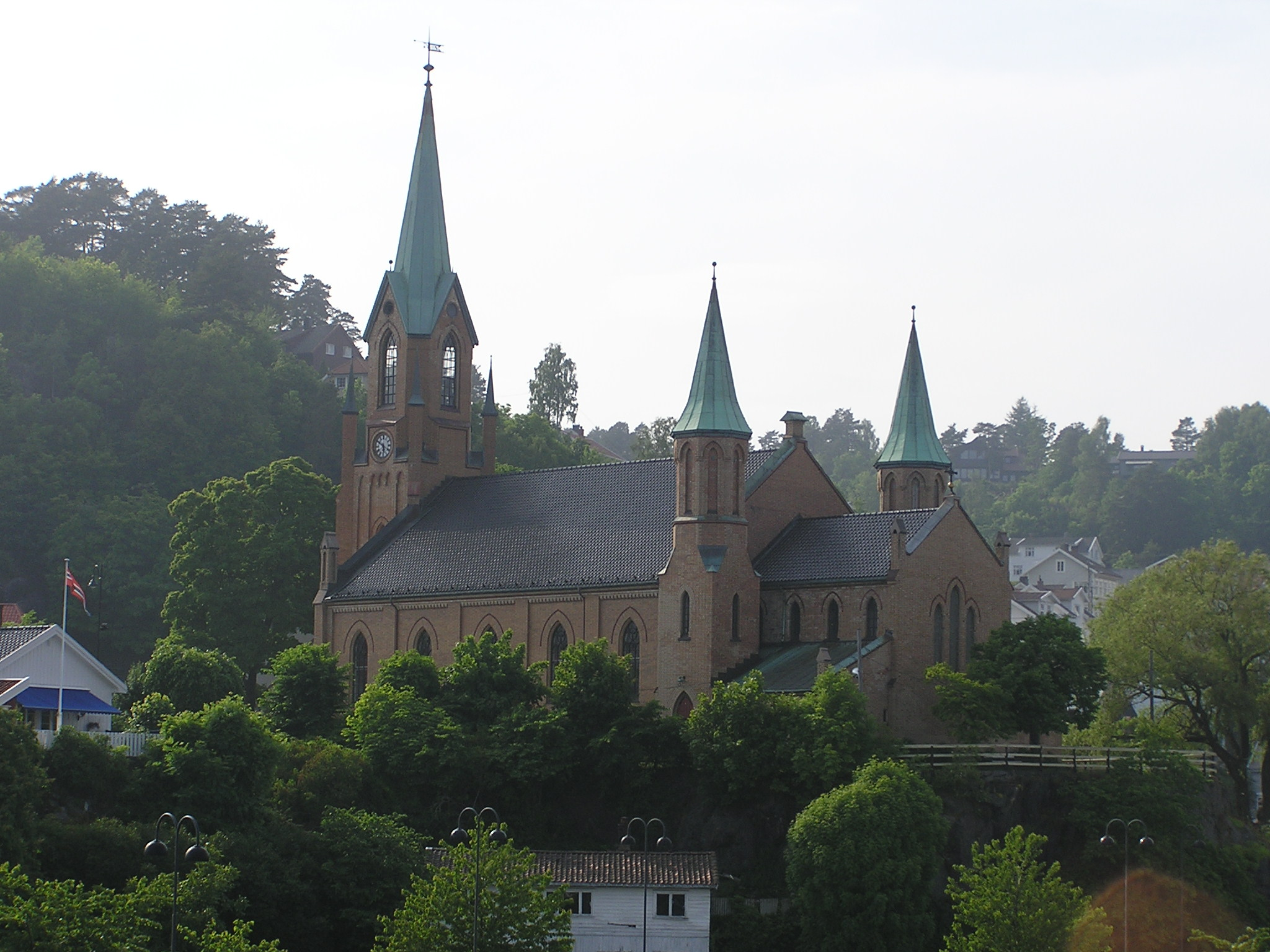
クラーゲリョー教会

- Anton Martin Schweigaard（1808-1870年）法律家、経済学者
- Nels Anderson（1828生）政治家
- テオドール・キッテルセン〔1857-1914年）画家
- Ole Myrvoll（1911-1988年）経済学者、政治家、ノルウェー財務大臣
- Alf Cranner（1936年生）歌手、作曲家
- Knut Lundstrøm（1951年生）アスリート、冬季パラリンピック選手
- Geir Borgan Paulsen（1957年生）ボディービルダー
- ロバート・ムード（英語版）（1958年生）少将、国際連合シリア監視団代表

## 姉妹都市
- ヴィスビュー（スウェーデン・ゴットランド県）
- マリエハムン（フィンランド・オーランド諸島）
- Slagelse（デンマーク・シェラン地域）
- Valkeakoski（フィンランド・西スオミ州）